# 分散形態論
分散形態論（英: Distributed Morphology）は、生成言語学において1993年にモリス・ハレとアレック・マランツによって導入された理論的枠組みである。分散形態論の中心的な主張は語の構築と文の構築の間には境界がないということである。統語部門が句と語のいずれについてもその音と意味の対応を形成する唯一の生成動力 (single generative engine) として位置付けられる。このアプローチは派生語の形成が行われたり特異な意味が貯蔵されたりする部門としてのレキシコン (Lexicon) という伝統的な概念に対して異議を唱えている。分散形態論においては、初期の生成言語学で語形成を担っていた統一されたレキシコンは存在せず、他の理論でレキシコンにあるとされる諸機能は文法の複数の部門に分散している。

## 分散形態論の概要
分散形態論では統語部門のみが語の形成と句の形成の両方を担う動力として仮定される。これは従来の用語で表せば、統語論と形態論に明確な分担を設けず、生成言語学において早くから採用されてきたレキシコンという部門も仮定しないということである。語彙主義 (lexicalist) のアプローチにおいてレキシコンで起こると考えられてきた諸々の操作は、分散形態論においては複数の部門、リストに分散して担われる。
「分散形態論」という名称は形態論に関わる操作も文法におけるいくつかの段階で適用され、複数のリストを参照するというこの枠組みの特徴を反映している。分散形態論では統語部門等の標準的な生成統語論において仮定される部門に加え、統語部門の後に形態部門 (Morphology) を仮定する。さらに、従来のレキシコンではまとめて貯蔵されていた情報が3つのリストに分かれて存在すると考える。
1. 形態統語素性のリスト：統語部門の計算の対象になる素性や語根 (root) を提供する
2. 語彙項目　(Vocabulary Item) のリスト：形態部門で適用される語彙挿入 (Vocabulary Insertion) に関する情報を提供し、表出形 (exponent)、音形の決定に寄与する
3. 百科事典項目 (Encyclopedia Item) のリスト：意味部門で参照される個々の言語表現に関わる意味的情報を提供する[注釈 2]。

### 形態統語素性のリストと範疇中立の語根
純粋語彙 (Pure Lexicon) と呼ばれたこともある形態統語素性のリストには統語計算の対象となる意味素性と統語素性が含まれる（たとえば[±animate]や[±count]）。これらの素性自身は音韻的な内容を持たず、すべての統語計算が終わり書き出し (spell-out) の後に音形が決まる。この点で、形態統語素性のリストは語彙項目がそのまま貯蔵されていると考える従来のレキシコンとは異なる。
形態統語素性のリストには語根も含まれる。分散形態論における語根自身は名詞であるとか動詞であるといった語彙範疇に関する情報を持たず (category-neutral)、機能範疇によって範疇化される。分散形態論では語根は「√LOVE」のように平方根記号「√」と代表的な形態の組み合わせで表されることが多い。
語根が機能範疇によって範疇化される方法についてAlexiadou & Lohndal (2017)は次の4つの立場があると整理している。2023年現在、どの立場が適切かということについての共通した見解は得られていない。
1. 語根は範疇化を担う機能範疇の補部として併合 (merge) される。
2. 語根は範疇化を担う機能範疇の付加部として併合される。
3. 語根は範疇化を担う機能範疇の補部として併合されることも付加部として併合されることもある。
4. 語根は機能範疇との一般的な併合によって範疇化されるのではなく、その他の方法で導入される。

### 語彙項目のリスト
語彙項目は統語素性／意味素性の配列と音韻的内容を関連づけるもので、伝統的な形態素の概念に似ている。語彙挿入（語彙項目の挿入）は統語部門後に位置する形態部門において適用されると仮定されている。
語彙項目のリストは表出形のリストとしても知られている。分散形態論では、統語部門の後に構築された構造に対する音韻的内容を決定するために表出形のリストを参照する必要がある。この音韻的内容の決定を表出 (exponing) と言うことができる。語彙項目は音韻的内容（音形はゼロや空 (null) であっても良い）とそれが挿入される環境 (context)の関係であるとも言える。
分散形態論における語彙項目とその挿入の例として英語で3人称単数かつ現在時制の場合に動詞に付く接辞を挙げる。
[+3 +SG +PRES] <--> /s/
矢印の左側にあるのが挿入の対象となる形態統語素性であり、矢印の右側にあるのが表出形である。さらに挿入の際に指定される条件がある場合は表出形の右側にスラッシュを付してその後に記載する。
ほかにも、たとえば英語の1人称単数代名詞の語彙項目として次のようなものを考えることができる。
a. [+1 +SG +NOM +PRN]  <--> /aj/
b. [+1 +SG +PRN]  <--> /mi/
ここでbの語彙項目ではaと異なり格に関する指定がなされていない。このような関連する条件すべてについて常に指定を行うわけではないやり方を不完全指定 (underspecification) と言う。不完全指定を採用すると複数の語彙項目が同じ環境において挿入される可能性が出てくる。これを語彙項目の競合 (competition) と言う。この例では個々の語彙項目の指定だけを見ると/mi/が主格の環境においても挿入されうる。分散形態論では競合を解消するためにより特定的な語彙項目が優先的に挿入を受けるという考え方を採用している。上記の一人称単数主格の環境では格に関する指定が多いことでより特定的な語彙項目になっているaが優先的に適用され、/mi/の挿入は阻止される。この考え方は部分集合原理 (Subset Principle) あるいは非該当原理 (Elsewhere Principle) として知られている。

### 百科事典項目のリスト
百科事典項目のリストは統語部門の出力に対する意味的な解釈において作用し、統語計算の構築物を特殊な意味や非構成的意味と関連付ける。たとえば、英語の形容詞 “compárable” と “cómparable” は異なる構造とそれらに応じた解釈を持つと考えられる。前者は「比較可能である」という構成的な意味を持ち、語根√compareが範疇化要素Vによって動詞となり、その組み合わせにさらに接尾辞-ableが付くという構造と対応している。一方後者は「等しい」という非構成的な意味を持ち、この解釈は√compareが接尾辞-ableと直接結びつくという構造に対して百科事典から直接付与される。